# Casa a la rambla Recolons, 15 (Caldes de Malavella)
L'edifici situat a la Rambla Recolons, 15 del nucli urbà de Caldes de Malavella (Selva) és un habitatge unifamiliar en estil eclèctic. Forma part de l'Inventari del Patrimoni Arquitectònic de Catalunya.

## Descripció
L'edifici, de planta baixa, pis, golfes i soterrani. A la façana principal, a la planta baixa, hi ha la porta d'entrada en arc rebaixat, flanquejada per dues finestres també en arc rebaixat, protegides per un trencaaigües motllurat, suportat per un trencaaigües. Les finestres tenen ampit de rajola vidriada, i estan protegides per una barana de ferro forjat. Sota la finestra de l'esquerra, hi ha una obertura del soterrani en arc escarser. Fins al nivell de sota les finestres hi ha un sòcol.
Al pis, hi ha tres balcons amb llosana de pedra, el central amb més voladís. Les llosanes tenen la forma d'un arc d'inflexió, i estan suportades per mènsules. Tots tenen barana de ferro forjat. S'hi accedeix a través d'obertures en arc rebaixat, amb trencaaigües d'iguals característiques que els de la planta baixa. A l'altura de les llosanes, hi ha una cornissa. També hi ha una cronissa motllurada que marca el pas a les golfes.
A les golfes, hi ha quatre obertures rectangulars petites. L'edifici està coronat per una mena d'entaulament amb antefixes. Els murs estan arrebossats, i flanquejant la porta d'entrada, hi ha un treball d'encoixinat.